# Apatelodes princeps
Apatelodes princeps is een vlinder uit de familie van de Apatelodidae. De wetenschappelijke naam van de soort is voor het eerst geldig gepubliceerd in 1911 door Paul Dognin.